# John L. Harper

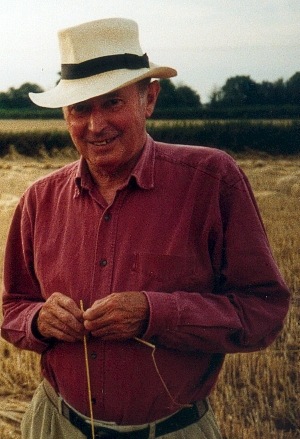
John L. Harper

John Lander Harper CBE FRS (* 27. Mai 1925 in Oxford; † 22. März 2009) war ein britischer Biologe mit den Spezialgebieten Ökologie und botanische Populationsbiologie. Zusammen mit Colin R. Townsend und Michael Begon verfasste er das auch im deutschsprachigen Raum weit verbreitete Lehrbuch Essentials of Ecology (dt. Ökologie).

## Leben
Harper wurde 1925 in Oxford geboren und ging zur Lawrence Sheriff School in Rugby. Er erwarb seinen ersten Abschluss in Botanik 1946 und seinen Master 1950 an der Oxford University. Anschließend arbeitete er bis 1959 am Department of Agriculture in Oxford und legte dann ein Sabbatjahr mit einem Stipendium der Rockefeller-Stiftung an der University of California in Davis ein. 1967 wurde er Chef der Agricultural Botany des University College of North Wales, Bangor. 1984 wurde Harper in die National Academy of Sciences, 1992 in die American Academy of Arts and Sciences gewählt.

## Forschung
Harper führte in der modernen Ökologie die Unterscheidung zwischen unitär und modular aufgebauten Organismen ein. Unitäre  Organismen charakterisiert eine weitgehend festgelegte Entwicklung und eine definierte Endgröße. Beispiele hierfür sind der Mensch und andere höhere Wirbeltiere, aber auch einzellige Organismen. Modular aufgebaute Organismen dagegen verfügen über ein Modul mit einem festgelegten Grundbauplan. Durch Verzweigung werden viele ähnliche Einheiten gebildet, die meist der Grundeinheit ähnlich sind. Dazu gehören höhere Pflanzen, aber auch Korallen, Moostierchen und viele Pilze.

## Werke
Deutsch:
- Townsend et al. (2003): Ökologie. Springer, Berlin. ISBN 978-3-540-00674-9

Englisch:
- mit Michael Begon, Colin R. Townsend (2006): Ecology: from individuals to ecosystems. ISBN 1-4051-1117-8
- mit Michael Begon, Colin R. Townsend (2003): Essentials of Ecology. ISBN 1-4051-0328-0